# After Bathing at Baxter's
After Bathing at Baxter's è il terzo album in studio dei Jefferson Airplane pubblicato dalla RCA Victor nel 1967.

## Brani
È composto da più canzoni raggruppate in diverse suites. L'album si caratterizza per la presenza di lunghe composizioni sperimentali come lo strumentale Spare Chaynge (nove minuti di durata) e l'insolita Rejoyce di Grace Slick, un omaggio a James Joyce e al suo romanzo Ulysses. Molte delle tracce sull'album riflettono la voglia di sperimentare nuovi orizzonti musicali maggiormente "free" da parte della band, possibilità acquisita grazie al successo commerciale riscosso con il precedente album Surrealistic Pillow. In After Bathing at Baxter's non è incluso nessun brano dall'impatto commerciale paragonabile agli ultimi singoli Somebody to Love e White Rabbit, che poco tempo prima avevano avuto un buon successo.

## Accoglienza
Il disco raggiunse la posizione numero 17 in classifica negli Stati Uniti. Il primo singolo estratto dall'album,The Ballad of You and Me and Pooneil raggiunse la posizione numero 42, mentre il secondo singolo, Watch Her Ride si fermò alla numero 61.

## Copertina
Il disegno della doppia copertina dell'album fu realizzato dal fumettista Ron Cobb divenuto poi un affermato scenografo e artista concettuale per il cinema (sue invenzioni sono molti dei bizzarri alieni di Guerre stellari). Nel disegno, ispirato graficamente ai lavori dell'illustratore Heath Robinson, è rappresentata una macchina volante fusione di un triplano e di una idealizzata casa d'inizio secolo nel tipico stile di quelle presenti nel quartiere di Haight-Ashbury a San Francisco, luogo nevralgico della Summer of Love e del movimento hippie. I Jefferson Airplane, nel 1968, compreranno una casa simile, in stile neo-coloniale, nei pressi di Haight-Ashbury al 2400 di Fulton Street e la trasformeranno nella loro base. L'"aeroplano Jefferson" del disegno sorvola una città devastata dalla cultura del consumismo e rappresentata come una grande discarica e un cimitero di automobili.

## Tracce
Lato A
- Streetmasse

1. The Ballad of You & Me & Pooneil - (Paul Kantner) - 4:29
2. A Small Package of Value Will Come to You, Shortly - (Spencer Dryden, Gary Blackman, Bill Thompson) - 1:39
3. Young Girl Sunday Blues - (Marty Balin, Paul Kantner) - 3:33

- The War is Over

1. Martha - (Paul Kantner) - 3:26
2. Wild Tyme - (Paul Kantner) - 3:08

- Hymn to an Older Generation

1. The Last Wall of the Castle - (Jorma Kaukonen) - 2:40
2. rejoyce[3] - (Grace Slick) - 4:01

Lato B
- How Suite It Is

1. Watch Her Ride - (Paul Kantner) - 3:11
2. Spare Chaynge - (Jack Casady, Spencer Dryden, Jorma Kaukonen) - 9:12

- Shizoforest Love Suite

1. Two Heads - (Grace Slick) - 3:10
2. Won't You Try / Saturday Afternoon[4] - (Paul Kantner) - 5:09

Bonus track
1. The Ballad of You & Me & Pooneil (dal vivo - versione lunga)[6] - (Paul Kantner) - 11:04
2. Martha (versione mono)[7] - (Paul Kantner) - 3:26
3. Two Heads (versione alternativa)[8] - (Grace Slick) - 3:15
4. Things Are Better In The East (versione demo) - (Marty Balin) - 2:31

## Formazione
Jefferson Airplane
- Marty Balin – voce nelle tracce 1, 3, 4, 5, 8, 10, 11
- Jack Casady – basso nelle tracce 1, 3, 4, 5, 6, 7, 8, 9, 10, 11
- Spencer Dryden – batteria e percussioni nelle tracce 1, 3, 4, 5, 6, 7, 8, 9, 10, 11; effetti sonori nella traccia 2; arrangiamento fiati nella traccia 7
- Paul Kantner – chitarra ritmica nelle tracce 1, 3, 5, 6, 8, 10, 11; chitarra acustica nella traccia 4; voce nelle tracce 1, 3, 4, 5, 8, 11
- Jorma Kaukonen – chitarra solista nelle tracce 1, 3, 4, 5, 6, 8, 9, 10, 11; voce nella traccia 6
- Grace Slick – voce nelle tracce 1, 4, 5, 7, 8, 10, 11; pianoforte nelle tracce 1, 7, 11; organo nella traccia 3; flauto nelle tracce 4, 7

Altri musicisti
- Gary Blackman – voce nella traccia 2
- Bill Thompson – voce nella traccia 2

## Edizioni
- 1967 – LP, RCA Victor LSP 4545, USA
- 1967 – LP, RCA Victor LSO/LOP 1511, USA
- 1968 – LP, RCA Victor, Regno Unito
- 1989 – CD, RCA 4545-2-R, USA, versione rimasterizzata digitalmente
- 1989 – CD, RCA BMG ND84718, Europa, versione rimasterizzata digitalmente
- 2003 – CD, RCA BMG Heritage 82876 53225 2, Europa, riedizione rimasterizzata digitalmente con brani aggiuntivi